# Светлая Грива
Светлая Грива — упразднённая деревня в Убинском районе Новосибирской области. Входила в состав Новодубровского сельсовета. Упразднена в 2005 г.

## География
Располагалась в 11 км к юго-востоку от центра сельского поселения села Новодубровское, на окраине болотного массива.

## История
В 1928 году посёлок Светлая Грива состоял из 99 хозяйств, основное население — белоруссы. В посёлке располагались школа 1-й ступени и маслозавод. В административном отношении являлся центром Светло-Гривского сельсовета Михайловского района Барабинского округа Сибирского края.

## Население
| 1926 | 2002 |
| ---- | ---- |
| 603  | ↘0   |